# Diadegma majale
Diadegma majale là một loài tò vò trong họ Ichneumonidae.